# Zladovce
Zladovce (en serbe cyrillique : Зладовце) est un village de Serbie situé dans la municipalité de Trgovište, district de Pčinja. Au recensement de 2011, il comptait 100 habitants.

## Démographie
| 1948 | 1953 | 1961 | 1971 | 1981 | 1991 | 2002 | 2011 |
| ---- | ---- | ---- | ---- | ---- | ---- | ---- | ---- |
| 338  | 335  | 306  | 295  | 197  | 142  | 114  | 100  |

|  |